# 花棚子站
花棚子站是成昆铁路上的一个车站，位于四川省攀枝花市仁和区大龙潭彝族乡花棚子村，邮政编码为617024。车站建于1970年，建站初期隶属昆明铁路局管辖。车站目前为五等站，北上距攀枝花站35公里，成都站784公里，南下距广通站163公里，昆明站316公里。该站办理攀枝花与昆明间普慢列车的旅客乘降，部分当地居民将自家种植的蔬菜运往攀枝花售卖，而驻站职工的食物除了依靠当地村民外，还通过每日停靠的慢车补给；车站不办理货运业务，为云岭货物快运的作业站之一。
2020年5月25日起，因成昆铁路本站红江区间因乌东德水电站蓄水而被废线，原停靠本站的6161/6162次列车缩短至元谋西站到发，不再停靠本站。5月26日车站由昆明局集团广通车务段移交至成都局集团西昌车务段管理，成都局集团局界由原攀枝花站延伸至本站的上行进站信号机（K784+970）。6月6日起，车站每5日有一对往来攀枝花的轨道检测列车停靠，为车站职工办理通勤业务和运送物资。由于车站周边的居民均因水库蓄水而搬迁，车站只有2名职工轮流看守车站设备。此外，攀枝花当地政府亦计划利用攀枝花至本站路段开行旅游列车。

## 隧道
花棚子站上行成都方向至上格达乘降所区间为前进隧道（3,523米）：花棚子侧洞口刻有《毛主席语录》，顶部各有一颗中部被嵌“前进”二字的五角星装饰；洞口上方有一檐顶式建筑，两侧为屋檐式构造，中部为“毛主席万岁”标语，顶部为代表毛泽东的“老三篇”的三个三个书形构筑物；向南昆明方向至渔洞乘降所区间有红光隧道（1,475米），昆明端洞口有铁道兵壁画和《毛主席语录》壁刻，此外还有成昆铁路全线第三长的莲地隧道（4,062米）。
2020年5月12日，昆明局集团广通工电段计划对本站至红江区间的隧道进行“保护性拆除”，包括洞门及铭牌，建筑物标语及壁画等，遭到当地村民阻拦。5月13日攀枝花当地政府介入要求昆明局集团暂缓拆除，并于5月17日将成昆铁路拉鲊至花棚子区间（包括红光、前进、红卫三座隧道）列为仁和区不可移动文物及第三批区级文物保护单位，5月18日施工方撤出。